# IRAS 21101+5810
IRAS 21101+5810 – para silnie zniekształconych galaktyk spiralnych znajdująca się w konstelacji Cefeusza w odległości około 550 milionów lat świetlnych od Ziemi. Galaktyka IRAS 21101+5810 ma silnie zniekształcone ramiona spiralne. Znajduje się ona w trakcie połączenia dwóch galaktyk w jedną.